# 维亚航空
维亚航空（Ер Виа、Air VIA）是一家保加利亚的包机航空公司，总部设在其首都索菲亚。维亚航空代表诸多欧洲旅行业者运营航线。大部分的航线以瓦尔纳机场和布尔加斯机场作为基地。此外，维亚航空也提供湿租业务。

## 機隊

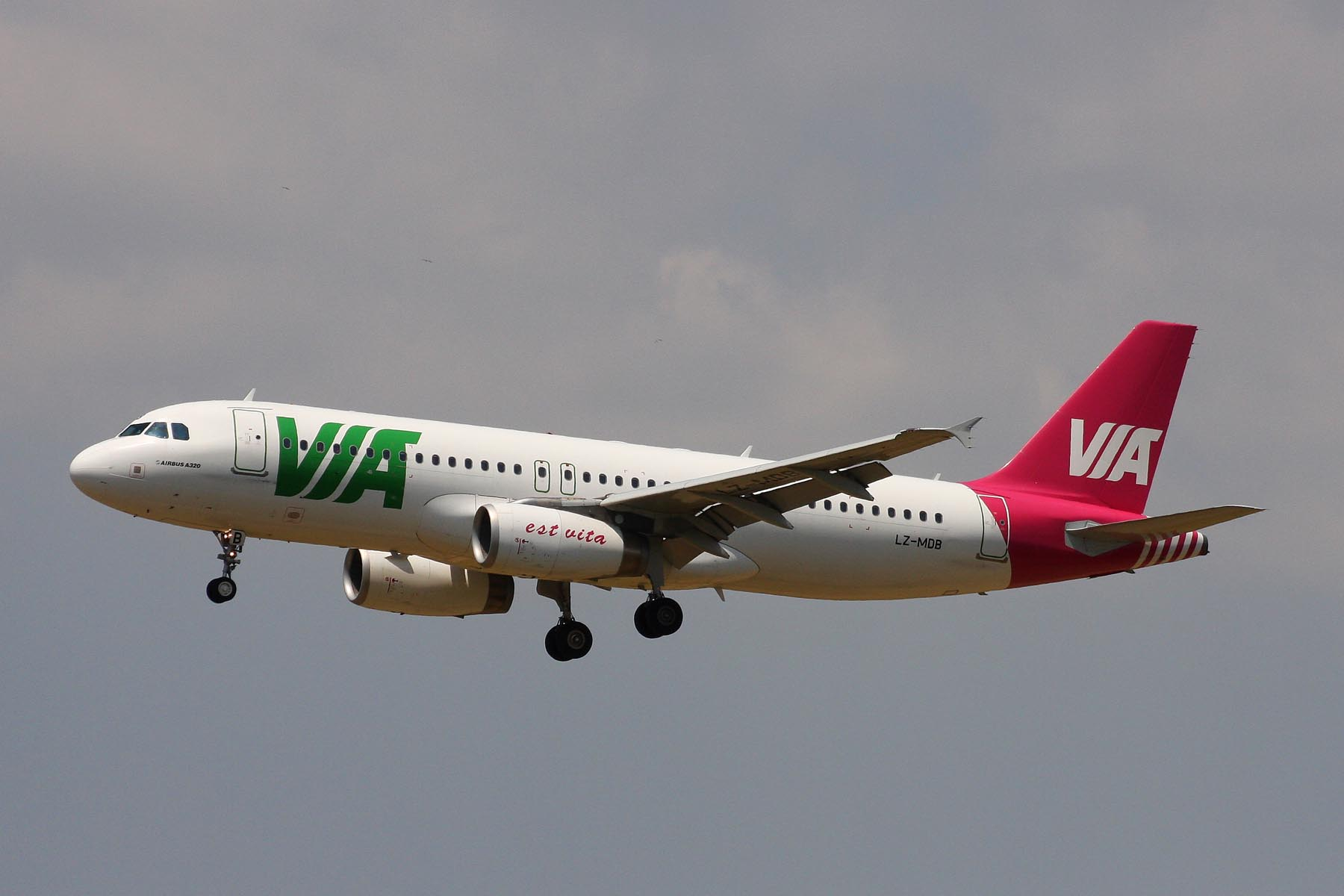
維亞航空空中巴士A320-200降落在阿拉馬·伊克巴勒國際機場

截至2017年1月，維亞航空共營運有以下機型：

## 外部連結
维基共享资源上的相關多媒體資源：Air VIA
- Official website （页面存档备份，存于）